# Bennikallu, Bellary
Bennikallu là một làng thuộc tehsil Bellary, huyện Bellary, bang Karnataka, Ấn Độ.